# Pike County (Alabama)
Pike County is een county in de Amerikaanse staat Alabama.
De county heeft een landoppervlakte van 1.738 km² en telt 29.605 inwoners (volkstelling 2000). De hoofdplaats is Troy.

## Bevolkingsontwikkeling

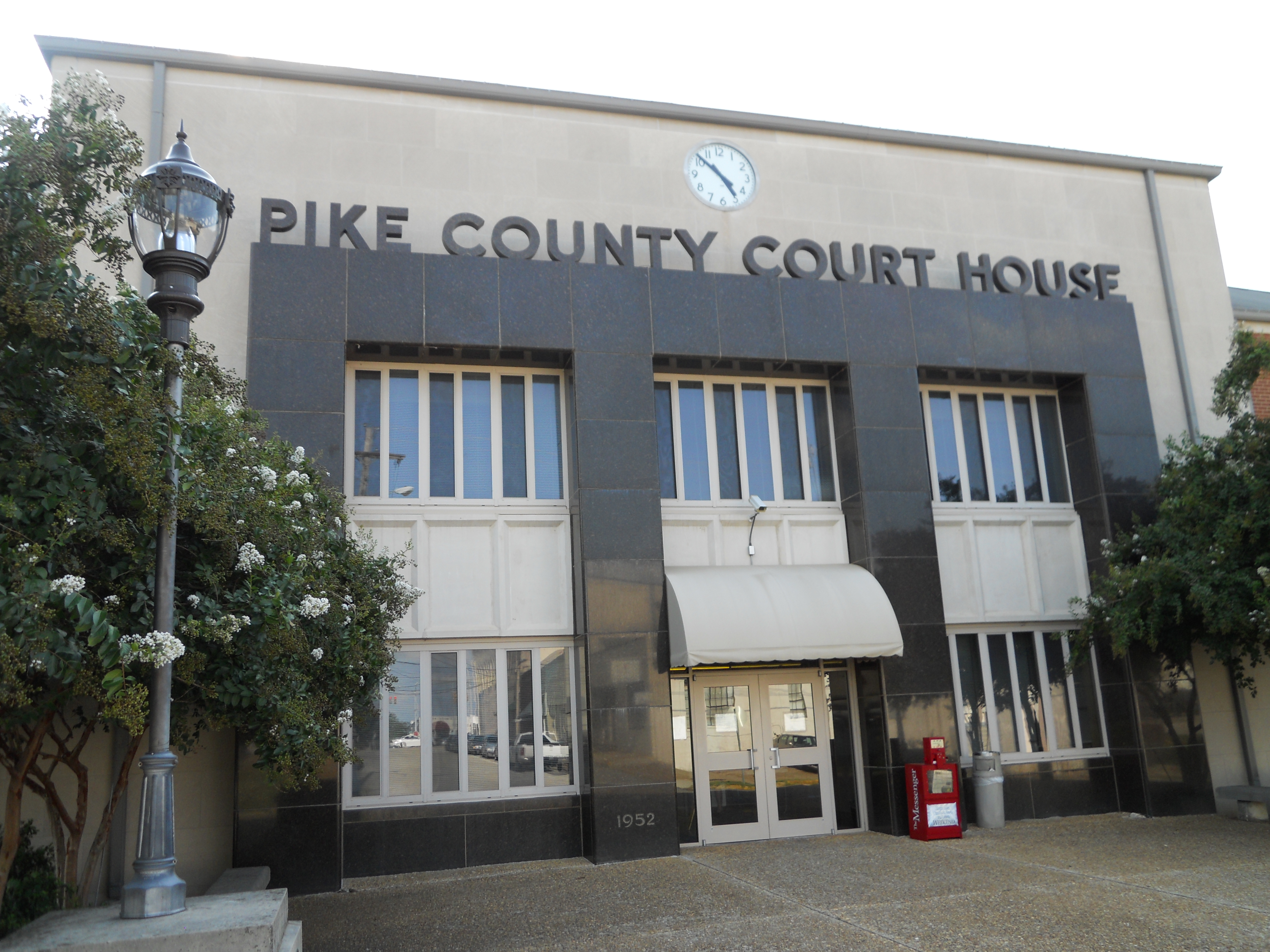
Pike County Courthouse